# Karagasses
Cet article concerne le peuple karagasse. Pour la langue karagasse, voir Karagasse et Tofalar.
Les Karagasses sont un groupe ethnique de Russie.